# Manoir de l'Aurière
Le Manoir de l'Aurière est un manoir situé à Ruillé-sur-Loir, dans le département de la Sarthe.

## Historique
Le manoir et ses deux pavillons d'accompagnement font l'objet d'une inscription au titre des monuments historiques depuis le 30 décembre 1983.